# Pluie d'orage
Pluie d'orage (雷雨, Raiū) est un recueil de nouvelles de Yasushi Inoue paru en 1952 et dont une traduction a été publiée en France en 2001.
Ce recueil contient sept nouvelles totalement inédites, dont les titres sont Pluie d'orage, La Vague, La Tombe de l'ami, Les Shikkosons, La Mort de Rikyu, La Route du nord et Sous la glace. 